# Ievguenia Levanova
Ievguenia Anatolievna Levanova (en russe : Евгения Анатольевна Леванова) est une gymnaste rythmique russe, née le 16 août 2000 à Tcheboksary.

## Palmarès

### Championnats du monde
- Pesaro 2017
  -  médaille d'or au concours général en groupe
  -  médaille d'or en groupe  3 ballons + 2 cordes

- Sofia 2018
  -  médaille d'or au concours général en groupe
  -  médaille d'argent en groupe  3 ballons + 2 cordes

- Bakou 2019
  -  médaille d'or au concours général en groupe
  -  médaille d'or en groupe 3 ballons + 4 massues
  -  médaille de bronze en groupe 5 ballons